# 阿斯格尔·哈梅里克
阿斯格尔·哈梅里克（丹麥語：Asger Hamerik；1843年4月8日—1923年7月13日），丹麦作曲家。早年在哥本哈根学习音乐，并与安徒生成为好友。后到德国和法国进修，并受到柏辽兹的教导和鼓励。1871年他赴美国，在巴尔的摩担任合唱指挥和教师，1900年回国，晚年因身体原因几乎停止了创作。哈梅里克的早期作品风格比较传统，而后期作品受到法国和俄罗斯音乐的影响，常采用非传统的和声以及宏大的结构，音乐色彩丰富。他的代表作是七部交响曲，这些交响曲都有标题。同时哈梅里克的教学活动对美国音乐的早期发展也起了很重要的作用。

## 個人生活
哈梅里克的儿子埃贝·哈梅里克和妻子玛格丽特·哈梅里克都是作曲家。

## 外部連結
- 阿斯格尔·哈梅里克的免费乐谱，由国际乐谱典藏计划提供